# Степан Антоляк
Степан Антоляк (на хърватски: Stjepan Antoljak) е хърватски историк, особено популярен в Северна Македония с трудовете си за цар Самуил. Когато през май 1959 г. произнася лекции по история на Югославия в Скопският университет, посочвайки като причина за бързия разгром на Кралство Югославия и насилствената сърбизация на македонските българи, които са отказали да се бият и са посрещнали българската армия като освободителка, а следвоенното създаване на НР Македония и провъзгласяването на „македонската нация“ представя като „компромис“, породен от невъзможността за обединение с победена България, а родените преди 45-а са със българско самосъзнание. В резултат сред студентите започват обсъждания, при които се стига до единодушното заключение, че „македонската нация“ е фикция, и ядрото от тях, с численост около 60 души, решава да разпространява истината по родните си места.